# 安克雷奇灣
安克雷奇灣（英語：Anchorage Bay），是南極洲的海灣，位於南喬治亞群島，處於貝斯特角以南4公里的福圖納灣，由英國探險隊繪入地圖，由英國海外領土管轄。